# Sar Hawza (huyện)
Sar Hawza là một huyện thuộc tỉnh Paktika, Afghanistan. Dân số thời điểm năm 1999 là 19,207 người.